# Anca Heltne
Anca Heltne (Rumania, 1 de enero de 1978) es una atleta rumana especializada en la prueba de lanzamiento de peso, en la que consiguió ser medallista de bronce europea en pista cubierta en 2009.

## Carrera deportiva
En el Campeonato Europeo de Atletismo en Pista Cubierta de 2009 ganó la medalla de bronce en el lanzamiento de peso, llegando hasta los 18.71 metros, tras las alemanas Petra Lammert y Denise Hinrichs (plata con 19.63 metros).